# Светски дан здравља
Светски дан здравља (енгл. World Health Day) обележава се широм света 7. априлa сваке године под покровитељством Светске здравствене организације. Одлука да се овај дан обележава као Светски дан здравља донесена је на 1. скупштини ове организације, одржаној од 24. јунa до 24. јулa 1948. године у Женеви, пошто je 7. априла исте године одлука o конституисању СЗO званично ступила на снагу након што је и последња држава чланица УН ратификовала ову одлуку.

## Историјат
Светски дан здравља се слави као годишњица оснивања СЗO, с једне стране, али у исто време организација користи тај дан да би скренула пажњу светске јавности на најзначајније проблеме у вези са здрављем људи на глобалном нивоу. Светски дан здравља данас признају и обележавају многе владе и невладине организације заинтересоване за јавно здравље a међу њима и Влада Републике Србије.

### Основно људско право
Основно људско право је право на здравље. Потребно је да људска популација у сваком тренутку има довољно информација о здрављу и доступним услугама да би се водила адекватна брига о сопственом и здрављу свих чланова породице. Здравствене услуге није могуће да добије најмање половина светске популације.
Главни циљ је да се укаже на значај доступности здравствене заштите свима и свуда. Напредак у остваривању тог циља видљив је у свим регионима света, али и даље милиони људи у свету немају приступ здравственој заштити. Многи међу њима су приморани да бирају између здравствене заштите и других основних потреба, као што су храна, одећа.

### Светски дан здрављау Србији
Институт за јавно здравље Србије Др Милан Јовановић Батут, уз подршку Министарства здравља Републике Србије и Светске здравствене организације – Канцеларије за Србију, сваке године обележава 7. април, Светски дан здравља, као један од значајних датума из Календара јавног здравља.

## Обележавања
Сваке године СЗO и друге институције организују различита међународна, регионална и локална дешавања са фокусом на тему коју је за ту годину препоручила Светска здравствена организација. Ово подразумева организовање предавања, дељење промотивног материјала, медијске кампање, едуковање здравствених и других радника и појединаца свих узраста, организовање бесплатних прегледа и давање савета у домовима здравља, Црвеном крсту, на јавним местима итд, и то не само на овај дан него често и током целе године. Циљ је да се укаже на конкретан проблем, да се подигне свест људи o његовом значају, као и да се предложе одговарајуће мере, односно конкретна решења и да се финансијски и на друге начине помогне свим регионима, с акцентом на оне који су најугроженији.
Овај дан је први пут обележен 1950. године.

### Теме обележавањаСветског дана здравља

#### 1950. година
Године 1950. тема је била Упознајте свој здравствени систем. Од тада до данас у жижу интересовања стављани су различити проблеми у складу са препорукама СЗO.

#### 2016. година
Године 2016. је била у фокусу болест дијабетес. Слоган је био Победи дијабетес. У свету око 415 милиона људи има дијабетес. У Србији око 470.000 особа (8,1% становништва) живи са дијабетесом према подацима за 2016. годину.

#### 2017. година
Слоган 2017. године био је Депресија: хајде да разговарамо. У Панчеву је одржано предавање Депресија и физичка активност.

#### 2018. година
Година 2018. била је посвећена здрављу за све.

#### 2020. година
Године 2020. је слоган био Подржите медицинске сестре и бабице. Медицинске сестре и бабице представљају скоро 50% здравствене радне снаге на глобалном нивоу. На светском нивоу постоји недостатак различитих профила здравствених радника, али  више од 50% одлази на недостатак медицинских сестара и бабица. Светски дан здравља 2020. године наглашава изузетно значајну улогу медицинских сестара и бабица у пружању здравствене заштите широм света и апелује на веће запошљавање тог кадра. Поводом Светског дана здравља 2020. године објавиће се први глобални извештај о сестринству у свету. Овај извештај ће омогућити да се сагледају потребе здравственог система и ојачају, ако је то могуће. Извештај је основ за прикупљање података, дијалог и заговарање, даља истраживања и улагања у здравствене медицинске раднике што би омогућило бољи здравствени систем у будућности.
Светска здравствена организација процењује да ће свету до 2030. године бити потребно додатних девет милиона медицинских сестара и бабица. Медицинске сестре имају главну улогу у промоцији здравља, превенцији болести и пружању примарне здравствене неге. Медицинске сестре и бабице су често први, а понекада и једини здравствени радници са којима пацијенти дођу у директан додир, а квалитет њихове процене неге је од пресудног значаја.